# Žernov (okres Náchod)
Žernov (německy Schernau) je městys v okrese Náchod v Královéhradeckém kraji. Žije zde 322 obyvatel.

## Historie
První písemná zmínka o Žernovu pochází z roku 1417, již jako městečko, které sloužilo k zajišťování potřeb nedalekého hradu Rýzmburka.
Třicetiletá válka postihla celé panství včetně Žernova. Ten se jako městečko označuje ještě v urbářích z let 1628 a 1631, avšak poté poklesl na ves. Tak je poprvé označován k roku 1654, kdy zde bylo evidováno 27 domů, z toho 5 pustých. Vsí zůstal Žernov i nadále, i když později výrazně rostl; v roce 1713 v něm stálo 48 domů, v roce 1843 již 79. V roce 1930 v Žernově stálo 106 domů (včetně samoty Pohodlí 110 domů) a celá obec včetně osad Ratibořice a Rýzmburk měla celkem 131 domů. V té době v Žernově žilo 363 obyvatel (včetně samoty Pohodlí 373 obyvatel), celá obec včetně Ratibořic a Rýzmburka měla celkem 534 obyvatel.
Po roce 1945 došlo v Žernově k poklesu obyvatel, navíc roce 1960 přestaly být částí Žernova Ratibořice, které byly připojeny k České Skalici.
V roce 2009 se obec umístila na třetím místě v celostátním kole soutěže Vesnice roku.
Dne 2. prosince 2015 doporučil Výbor pro veřejnou správu a regionální rozvoj předsedovi Poslanecké sněmovny Parlamentu ČR vyhovět žádosti obce Žernov o navrácení titulu městyse. Dne 9. prosince 2015 byl obci vrácen status městyse.

## Části obce
- Žernov
- Rýzmburk

## Pamětihodnosti
- Kaple Panny Marie Sněžné
- Národní přírodní památka Babiččino údolí
- Přírodní památka Pod Rýzmburkem